# 사노피
사노피(Sanofi S.A.)는 프랑스 파리에 본사를 두고 있는 그룹이다.

## 역사
사노피 S.A.는 프랑스 파리에 본사를 둔 글로벌 제약 기업이다. 2004년 1월 프랑스에 기반을 둔 대형 제약회사 사노피 신데라보가 아벤티스에 인수 합병 의사를 밝혔다. 사노피 신데라보는 1999년 토탈이 가지고 있던 사노피와 로레알이 가지고 있던 신데라보의 합병으로, 아벤티스는 독일의 훽스트와 프랑스의 롱프랑의 합병으로 형성된 것이었다.
이후 3개월 만인 4월 25일, 아벤티스 의사회가 인수합병 제안을 승인함으로써, 사노피-아벤티스가 만들어졌다. 인수 가격은 550억 유로(650억 달러) 규모였다. 당시 프랑스 2위이자 세계 제약업계 14위이던 사노피 신데라보가 프랑스 1위이자 세계 7위이던 아벤티스를 적대적 M&A함으로써, 합병사가 미국의 화이자와 영국의 글락소스미스클라인에 이어 세계 3대 제약사 자리를 차지하게 되었다. 이 M&A가 성사되기까지 프랑스 정부가 국제 경쟁력을 갖춘 자국 제약사를 육성하기 위해, 양사의 최고경영자(CEO)간 만남을 주선하는 등 노력을 기울였다. 스위스에 본사를 둔 노바티스도 아벤티스 인수에 관심을 기울였으나, '프랑스 정부의 규제가 심하다"는 이유로 막판에 인수를 포기했다.
2011년 5월, 사명을 사노피로 변경했다. 이들 여러 대형 제약 회사들의 합병의 거듭으로 형성된 사노피는 2016년 매출액 기준으로 세계 제8위의 거대 제약 회사이다. 2017년에는 독일의 제약 회사인 베링거인겔하임의 컨슈머헬스케어사업을 양도했다. 일본의 에스에스제약도 양도하였다.

## 관련 사이트
- 사노피